# Mehlville
Mehlville é uma Região censo-designada localizada no estado americano do Missouri, no Condado de St. Louis.

## Demografia
Segundo o censo americano de 2000, a sua população era de 28.822 habitantes.

## Geografia
De acordo com o United States Census Bureau tem uma área de 19,6 km², dos quais 19,1 km² cobertos por terra e 0,5 km² cobertos por água.

## Localidades na vizinhança
O diagrama seguinte representa as localidades num raio de 4 km ao redor de Mehlville.